# Koșciivka, Fastiv
Koșciivka (în ucraineană Кощіївка) este un sat în comuna Dorohînka din raionul Fastiv, regiunea Kiev, Ucraina.

## Demografie
Componența lingvistică a localității Koșciivka
     Ucraineană (98,34%)
     Rusă (1,66%)
Conform recensământului din 2001, majoritatea populației localității Koșciivka era vorbitoare de ucraineană (98,34%), existând în minoritate și vorbitori de rusă (1,66%).